# 56e régiment à pied (West Essex)
Pour les articles homonymes, voir 56e régiment.
 (juillet 2014).
Si vous disposez d'ouvrages ou d'articles de référence ou si vous connaissez des sites web de qualité traitant du thème abordé ici, merci de compléter l'article en donnant les références utiles à sa vérifiabilité et en les liant à la section « Notes et références ».

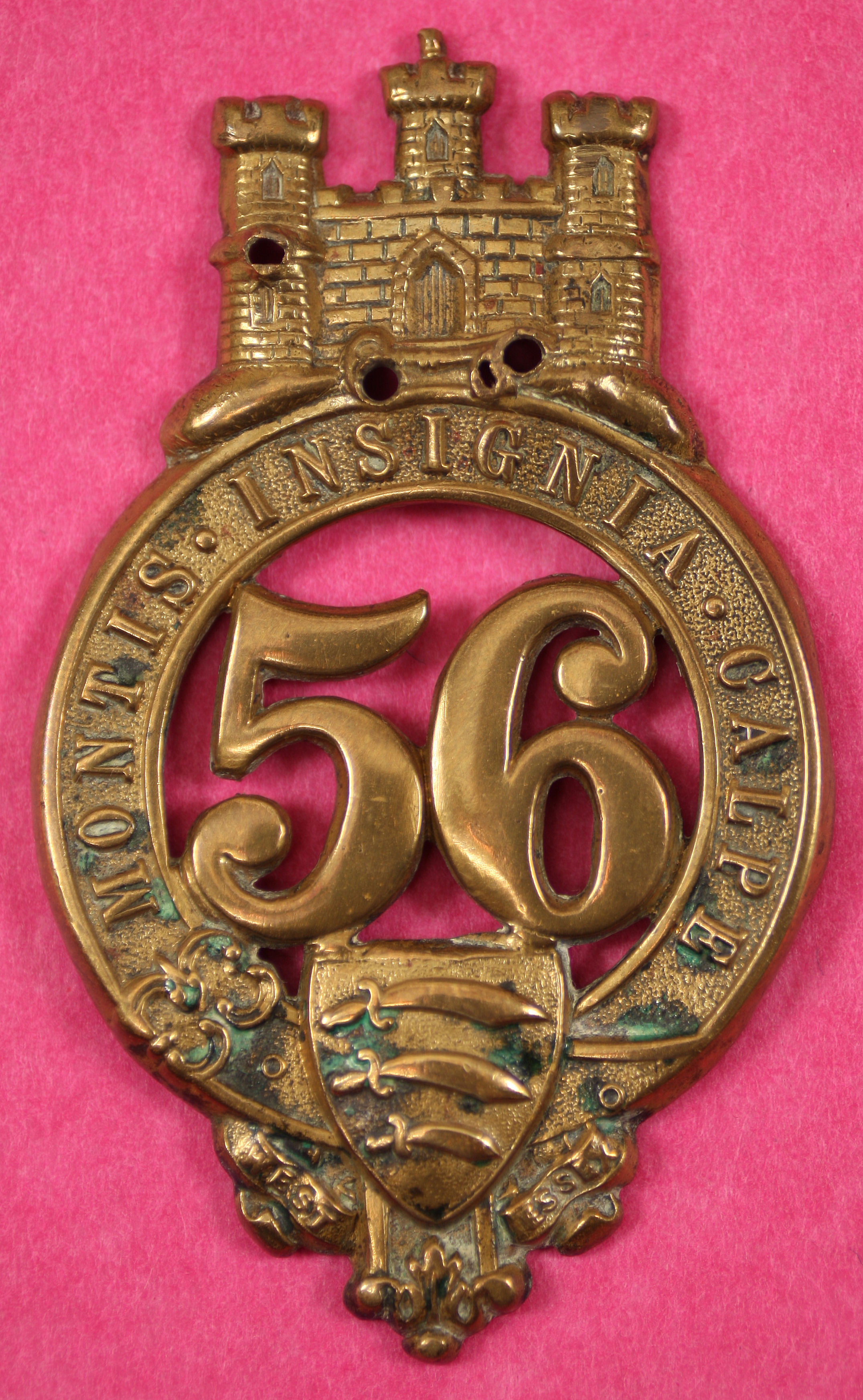
Insigne régimentaire.

Le 56e régiment à pied (West Essex), en anglais 56th (West Essex) Regiment of Foot, est un régiment d'infanterie de l'armée britannique qui fut actif de 1755 à 1881.
À l'origine d'un pourpre foncé, la couleur du parement de l'uniforme du régiment fut changé en 1764, année de la mort de madame de Pompadour, en violet, qui passait en Angleterre pour être sa couleur favorite. Le régiment fut alors officiellement surnommé The Pompadours. Les soldats, pour leur part, préféraient affirmer que c'était la couleur des sous-vêtements de la marquise.
En 1881, le régiment fusionna avec le 44th (East Essex) Regiment of Foot pour former le Essex Regiment, qui participa aux deux guerres mondiales. En héritage de son prédécesseur, ce régiment conserva le parement violet et le surnom de Pompadours jusqu'à sa dissolution en 1958. Ensuite, c'est le 3e bataillon du Royal Anglian Regiment qui récupéra la tradition, jusqu'à sa suppression en 1992.